# 塔樓體育會 (黎巴嫩)
塔樓體育會（阿拉伯語：نادي البرج الرياضي，lit.  'Tower Sporting Club'）是一家位於黎巴嫩貝魯特的足球會，成立於1967年，參加黎巴嫩超級足球聯賽。隊名中البرج是阿拉伯語，意思是「塔」。